# اجديرية
اجديرية(El Jeriuia)، جماعة قروية مغربية صغيرة، يقطنها حوالي 200 نسمة تقع بالصحراء المغربية المسترجعة. يحدها غربا مدينة السمارة وشرقا مدينة المحبس وجنوبا مدينة تيفاريتي وشمالا مدينتا كلميم وأسا.
مركز استراتيجي مهم بوسط جهة كلميم السمارة.